# اسلوکوم (آلاباما)
اسلوکوم (به انگلیسی: Slocomb) شهری در شهرستان جنیوا ایالت آلاباما است که مساحت آن ۲۴٫۶ کیلومتر مربع است و در سرشماری سال ۲۰۱۰ میلادی، ۱٬۹۸۰ نفر جمعیت داشته و تراکم جمعیتی آن، ۸۰٫۴۹ نفر در هر کیلومتر مربع بوده است.